# Paris japonica
Paris japonica es una especie de planta rizomatosa geófita del género Paris y de la familia Melanthiaceae, endémica de Japón, donde habita en las zonas montañosas del centro y norte de la isla de Honshu. Cuenta con el mayor genoma eucariótico conocido hasta la fecha, con 149 mil millones de pares de bases. Se trata de una especie octaploide con 40 cromosomas (2n = 8x = 40).

## Genoma
Desde 2010, Paris japonica es considerada la especie con el mayor genoma conocido hasta la fecha. Anteriormente era otra planta, Fritillaria assyriaca la que ostentaba esta consideración. El hecho de tener un tamaño del genoma tan grande puede hacer a la planta más vulnerable a la extinción y tener más dificultad de adaptarse a ambientes extremos o contaminados.